# 基加马尼
基加马尼（Kigamani）是印度尼西亚巴布亚省的一个小城镇，是多吉亚伊县的行政中心。基加马尼原属县下的卡姆区（印尼语：Distrik Kamu）,后卡姆区拆分，基加马尼现属多吉亚伊区（印尼语：Distrik Dogiyai）。2010年统计，多吉亚伊区共有11,326人。

## 资料来源
1. ↑  Biro Pusat Statistik, Jakarta, 2011.